# The Garden (группа)
The Garden — американская экспериментальная рок-группа из округа Ориндж, штат Калифорния, образованная в 2011 году братьями-близнецами Уайаттом и Флетчером Ширз. Дуэт выпустил свой дебютный альбом The Life and Times of a Paperclip в 2013 году, за которым последовало несколько небольших релизов. В 2015 году группа выпустила свой второй студийный альбом Haha вместе с синглом «All Smiles Over Here :)», получивший признание критиков после подписания контракта с Epitaph Records. Они выпустили свой третий альбом Mirror Might Steal Your Charm в марте 2018 года, а их четвёртый альбом Kiss My Super Bowl Ring был выпущен в марте 2020 года. Братья гастролировали по США, Европе, Великобритании, Китаю, Японии, Новой Зеландии, Австралии, Канаде, Мексике, а в 2019 году они выступили на Coachella

## История

### 2011-2014: Основание группы и дебютный альбом
Близнецы Уайатт и Флетчер Ширз сформировали The Garden в 2011 году в возрасте 17 лет в качестве стороннего проекта MHV, но позже ушли и полностью посвятили себя The Garden. Их название «The Garden» («Сад») является метафорой «роста» и развития их музыки. Они начали давать концерты и вскоре, все ещё подписав контракт с лейблом своей предыдущей группы Burger Records, выпустили свой дебютный одноимённый EP в мае 2012 года на кассетах, а в декабре — Everything Is Perfect. Они выпустили песню «I’m a Woman» с клипом в конце 2012 года, а затем выпустили свой дебютный альбом Life and Times of a Paperclip в июле 2013 года. Месяц спустя они выпустили EP Rules, включающий «Spirit Chant», ранее выпущенный на Everything Is Perfect, и «Get Me My Blade», который был выпущен вместе с клипом ранее в том же году. В течение 2014 года они выпустили ещё несколько синглов и мини-альбомов, а также песню Cloak, которая вошла в их второй альбом.

### 2015—2017:HahaиU Want the Scoop?
В январе 2015 года The Garden выпустили 7-дюймовую пластинку под названием «Surprise», с Б-стороной «This Could Build Us a Home». Близнецы подписали контракт с Epitaph Records, а в августе 2015 года, они объявили о своем втором студийном альбоме Haha и представили первый сингл «All Smiles Over Here :)». Они выпустили видеоклип на песню «Egg» 9 октября, за день до того, как дуэт отправился в мировое турне. В 2016 году они выпустили серию синглов «Play Your Cards Right» (с участием Crazy 8), «Call This # Now» и «California Here We Go» перед релизом U Want the Scoop? EP в марте 2017 года, после клипа на «All Access». В сентябре 2017 года дуэт выступал на разогреве у Мака ДеМарко в его турне по Северной Америке.

### 2018:Mirror Might Steal Your Charm
24 января 2018 года The Garden выпустили сингл «No Destination» на лейбле Epitaph Records с сопровождающим его музыкальным видео. 27 февраля они выпустили новый клип на сингл «Stallion» и объявили, что их новый альбом Mirror Might Steal Your Charm должен выйти 30 марта. Третий сингл «Call The Dogs Out» вышел за три дня до релиза альбома, 27 марта. Они также сыграли песни из альбома, в том числе многие другие свои песни, на концерте ARTE в 2018 году.

### 2020:Kiss My Super Bowl Ring
Группа объявила дату релиза своего четвёртого студийного альбома Kiss My Super Bowl Ring 16 января 2020 года. Объявление было подкреплено первым синглом альбома «Clench to Stay Awake». Альбом был выпущен 13 марта 2020 года, а также спродюсирован участником 100 Gecs Диланом Брэди и басистом Kero Kero Bonito Джеймсом Булледом в рамках его стороннего проекта Wharfwhit.
21 июля 2020 года The Garden объявили, что они «навсегда разорвут все связи с Burger Records» после многочисленных обвинений в сексуальных домогательствах, предположительно совершенных различными артистами лейбла Burger. The Garden заявили, что они "не будут стоять ни с кем, ни с какой группой или с каким-либо лейблом, допускающим такое отвратительное поведение.

### 2022:HORSESHIT ON ROUTE 66
Релиз шестого альбома, состоящего из 11 музыкальных композиций, состоялся 8 сентября 2022 года. «OC93», третья по счёту песня в альбоме, приобрела своё название благодаря месту и дате рождения близнецов: 28 октября 1993 года Orange Country, California. Chainsaw the Door на данный момент является единственной композицией из альбома, имеющей клип. 

### 2024:Six Desperate Ballads
19 июня 2024 года группа выпускает клип к предстоящему релизу на песню Filthy rabbit hole, позже 13 сентября близнецы также выпускают к клип на песню Ballet, а затем уже 30 октября выходит полный EP под названием Six Desperate Ballads, включающий в себя 6 композиций.

## Сторонние проекты
У обоих близнецов есть экспериментальные сторонние проекты: «Enjoy» Уайатта и «Puzzle» Флетчера. Они также являются моделями, проводя кампании для таких брендов, как Yves Saint Laurent, Hugo Boss, Ugg и Balenciaga.

#### Альбомы Enjoy[34][35]
- Deep Cuts(2011-2014) и Deep Cuts, Vol. 2 (2011-2013), вышедшие на YouTube Music в 2012
- Gold (2012)
- Spaceships & Attitudes (2013)
- Quest (2013)
- Legacy (2014)
- Punk Planet (2015)
- Another Word for Joy (2016)
- Real Life Like Cold Ice (2016)
- Small Car Big Wheels (2018)
- Sessions With a Nasty Old Tree (2020)
- Exploited (2023)
- The Sound OF Deceit (2025)

А также синглы: Vape Smoke и Genetic Tree (2020), Lounge Thoughts (2022)

#### Альбомы Puzzle[36][37]
- That’s Fine (2013)
- Pure (2013)
- It’s Really Whatever (2013)
- I’ll Just Say This (2013)
- Wonderful? (2013)
- Drinking Blood (2014)
- And Then Suddenly, Like Magic! (2014)
- Silver Jungle (2014)
- Soaring (2016)
- Laying in the Sand (2017)
- Tighten the Reins (2017)
- X Hail (2019)
- Places We Choose Not To Look (2020)
- The Rotten Opera (2023)
- Demage Collection! (2025)

А также синглы: The Devil's Weapon (2014), Life's Gonna Go (2017), *Shrugs Shoulders* (2019), Foghorn (2020), throw a hammer at the sky (2021), love is a place to hide (2022), Bankrupt (i hear it makes you smile) (2025). 

## Музыкальный стиль
Группа известна своими быстрыми, с элементами панка, басом и барабанами, песнями. Как-то Уайатт сказал, что переключился с баса на гитару, но большинство людей этого не заметили из-за его стиля игры на низких нотах. Их более поздняя музыка часто содержит синтезатор в дополнение к гитаре и барабанам или вместо них. Их музыка и имидж сопровождаются принципами «сделай сам», комиссионными магазинами, и необычным модным гламуром. Братья классифицируют свое звучание как «Vada Vada», философию, которую Уайатт Ширз описывает как идея, которая представляет собой чистое творческое выражение, игнорирующее все ранее созданные жанры и идеалы. Близнецы рассказали о влиянии на них со стороны таких разных артистов, как: композитор видеоигр Манабу Намики, рэперы E-40 и Микки Бланко, кантри-певец Джонни Пейчек и панк-рок-группа Minutemen.